# کیسی رابینسون
کیسی رابینسون (انگلیسی: Casey Robinson؛ ۱۷ اکتبر ۱۹۰۳ – ۶ دسامبر ۱۹۷۹) یک فیلم‌نامه‌نویس، تهیه‌کننده و کارگردان اهل ایالات متحده آمریکا بود.